# Isoberlinia doka
Isoberlinia doka är en ärtväxtart som beskrevs av William Grant Craib och Otto Stapf. Isoberlinia doka ingår i släktet Isoberlinia och familjen ärtväxter. IUCN kategoriserar arten globalt som livskraftig. Inga underarter finns listade i Catalogue of Life.